# 有坂愛海
有坂 愛海（ありさか えみ、1986年 7月29日 - ）は日本のシンガーソングライター、ロリータモデル、ロリィタ布教活動家。
愛称はえみちゃん、ありりん。キャッチコピーは「アラサーロリータシンガー」。自身がデザインするロリィタファッションブランド「Strawberry WarS」のプロデューサーでもある。

## 略歴

### インディーズ時代

#### 2007年
- 3月30日、東京秋葉原にて初ストリート。最初に歌ったのは「夏花火」（夏花火の思い出）[2]
- 4月21日、新宿レッドクロスにてCD「Sunlight Oranges/夏花火」(夏花火の思い出)リリース[3]。
- 5月30日、錦糸町ドレミファ館(2008年2月閉館)2007年度第14代MKSドレミファクィーンに今井公子と共に選ばれる[4]。
- 8月30日、登戸スタージックルームにてCD「プチ☆プリンセス/sleep tight」リリース[5]。
- 12月15日、赤坂MOVEにてCD「スターダスト・バニー／かくれんぼ」リリース[6]。

#### 2008年
- 7月27日、新宿RUIDO K4にて保坂愛海初ワンマンライブ【Enjoy Mircle Island】開催。同日、CD「Liar's rock/Hello,Fineday!!」リリース[7]。
- 10月25日、新宿RUIDO K4にてEMI HOSAKA PRESENTS 高橋誠 生誕ワンマンライブ「BLACK集会」開催[8]。
- 12月21日、渋谷CYCLONEにて保坂愛海2ndワンマン 1stアルバム「E-mix」レコ発ライブ「Excite Miracie Island」 ～クリスマスなんてただの平日～開催。アルバム「E-mix」全国リリース[9]。
- 12月31日、所属していたリノレコードから卒業を発表。フリーへ[10]。

#### 2009年
- 3月24日、大学卒業[11]。
- 3月29日、新宿RUIDO K4にてEMI HOSAKA PRESENTS「BLACK集会2nd」開催[12]。
- 5月19日、秋葉原ディアステージ、ディアガールデビュー[13]。
- 7月11日、渋谷BOXXにてディアステージ2ndワンマンライブ、2部『ディアステージ・オールスターズ・ライブ』に出演[14]。
- 7月25日、1stシングル「ベイビーラブ」がJOYSOUNDにてカラオケ配信スタート[15]。
- 8月2日、渋谷CYCLONEにて保坂愛海3rdワンマンライブ 「Endless Miracie Island 」～そして伝説へ・・・～開催。1stシングル「ベイビーラブ」リリース[16]。
- 9月13日、声帯結節手術。1ヶ月間休養へ[17]
- 9月30日、コンピレーションアルバム「Nextreasure'09」（#2アゲハ蝶）発売[18]。
- 10月1日、スカパーCS放送、Music Japan TV「アイ活!!」に出演。雑誌「月間スカパー11月号」に掲載される[19]
- 10月15日、インディーズアイドル雑誌「CureMani」創刊号に掲載される[20]。
- 10月20日、渋谷PLUGにて声帯結節手術後初ライブ[21]。
- 11月3日、新宿RUIDO K4にてEMI HOSAKA PRESENTS「BLACK集会3rd」開催[22]。
- 11月9日、すまいるFM『今夜も同じ月の下で』(パーソナリティ宮崎奈穂子)にゲスト出演[23]。
- 11月29日、集英社「週刊プレイボーイ」11月23日号No.47に掲載される[24]。
- 12月20日、渋谷O-crestにて保坂愛海4thワンマンライブ 「E.M.I.4」開催[25]。

#### 2010年
- 1月30日、体調不良により1月31日高田馬場monoの出演をキャンセル[26]。
- 7月25日、渋谷CYCLONEにて保坂愛海5thワンマンライブ『Eternal Miracle,I hope』開催。保坂愛海から有坂愛海に改名することを発表[27]。
- 7月29日、公式ブログをアメブロに移行[28][29]。
- 8月2日、秋葉原ディアステージにて生誕祭開催[30]。
- 9月27日、1stシングル「ベイビーラブ」1000枚販売達成[31]。
- 10月24日、渋谷CYCLONEにてEMI ARISAKA PRESENTS「BLACK集会4th」開催[32]。
- 12月1日、1stシングル「ベイビーラブ」のカップリング「life」がJOYSOUNDにてカラオケ配信スタート[33]。
- 12月18日、秋葉原DearStageにてディアステ初のミュージカルイベント、劇団ささかま公演『摩訶不思議の国のアリス』に出演[34]。

#### 2011年
- 1月9日、The 4th Music Revolution ORIGINAL SONG CONTEST宮地楽器大会にエントリーしオーディエンス賞受賞。地区予選通過[35]。
- 2月23日、The 4th Music Revolution ORIGINAL SONG CONTEST2次審査敗退[36]。
- 3月17日、東日本大震災の影響で3月18日御茶ノ水KAKADOで予定していたARISAKAKADOアコースティックワンマンライブVol.1が延期に[37]。
- 5月8日、御茶ノ水KAKADOにて震災で延期になっていたARISAKAKADOアコースティックワンマンライブVol.1「Ms.tear」開催[38]。
- 5月19日、秋葉原ディアステージ、デビュー2周年[39]。
- 6月19日、新宿RUIDO K4にて有坂愛海企画『Hello,Happyday!!Vol.1』開催。姫Lv.2が1夜限りの復活[40]。
- 7月30日、御茶ノ水KAKADOにて有坂愛海、鈴木麻由バースデーツーマンライブ『虎年獅子座男勝りのうちらがツーマンライブなんてね』開催[41]。
- 8月7日、秋葉原Akiba.TV Station「Ayai Artistic Factory」出演。公開収録[42]。
- 9月9日、2ndシングル「蒼色時計」リリース[43]。
- 9月11日、渋谷O-Crestにて有坂愛海6thワンマンライブ「蒼色時計」レコ発Party開催[44]。
- 9月15日、秋葉原ディアステージ1Fにて「蒼色時計」インストアライブ。初インストアライブ[45]。
- 9月18日、群馬県イオンモール高崎にてインストアライブ。初地方遠征、初ショッピングモールライブ[46]。
- 10月2日、新宿タワーレコードにてリリースイベント[47]。
- 10月13日、2ndシングル「蒼色時計」iTunes配信スタート[48]。
- 10月16日、新宿RUIDO K4にてEMI ARISAKA PRESENTS「BLACK集会5th」開催[49]。
- 10月23日、大阪府ミドリ家電にてインストアライブ。初大阪。同日、インテックス大阪でライブ、京橋にてストリート[50][51][52]。
- 11月5日、錦糸町セキネ楽器にてインストアライブ[53]。
- 11月13日、埼玉県上尾ショーサンプラザにてインストアライブ。13時と15時の2回公演。初埼玉ライブ[54]。
- 12月3日、さいたま新都心駅イトーヨーカドーにてインストアライブ[55]。
- 12月4日、上野ヤマシロヤにてインストアライブ[56]。
- 12月31日、2ndシングル「蒼色時計」売り上げ枚数1000枚達成[57]。

#### 2012年
- 4月28日、青森パサージュ広場にてストリートライブイベントに参加。初青森ライブ[58]。
- 7月29日、渋谷CYCLONEにて有坂愛海withサムライナデシコ ワンマンライブ7「虹色～ナナイロ～」開催[59]。
- 10月21日、渋谷RUIDO K2にてEMI ARISAKA PRESENTS「BLACK集会6th」開催[60]。
- 12月24日、千駄ヶ谷東京倶楽部にて有坂愛海withサムライナデシコ「クリスマスラブライブ」開催[61]。

#### 2013年
- 1月6日、錦糸町ストリート。LoveJamCats(Vo.有坂愛海、Dr.ゆーやん)始動[62]。
- 1月12日～14日、名古屋遠征。金山SARUにてライブ4ステージ。金山ストリート[63]。
- 1月19日、新宿ANTIKNOCKライブ。LoveJamCatsとして初箱ライブ。[64]
- 3月2日、新宿RUIDO K4にてSweet★Puppy×LoveJamCats-2man LIVE-「Strawberry Barbie」出演[65]。
- 3月13日～17日、全労済ホール スペース・ゼロにて舞台「死神姫の再婚〜旦那様、お買い上げありがとうございます！」(5日間8公演)出演[66]。
- 5月20日、秋葉原ディアステージ、デビュー4周年[67]。
- 6月2日、渋谷CYCLONEにてLoveJamCats企画ライブ ～ゆーやん聖誕祭「バカリボンパーティ」～開催。
ライブDVD有坂愛海withサムライナデシコ ワンマンライブ7「虹色～ナナイロ～」リリース[68]。
- 6月6日、オフィシャルブログにてLoveJamCats Dr.ゆーやんの脱退を発表[69]。
- 6月14日、渋谷StarLoungeのライブを最後にLoveJamCats Dr.ゆーやん脱退[70]。
- 8月4日、上野BRASHにて有坂愛海バースデーイベント『有坂一筋』開催[71]。
- 10月1日、音楽バラエティートークネットTV番組『有坂愛海×絵仁の、みに★ロリータTV』(ニコニコ生放送、ツイキャス連動)放送開始。
第一回放送は渋谷nobにて公開生放送。毎月第一火曜日放送[72]。
- 11月8日、秋葉原ディアステージ卒業[73]。
- 12月31日、代官山「晴れたら空に豆まいて」にてjAcKp☆TrASH Presents 「Countdown Special」初のカウントダウンライブ出演[74]。

#### 2014年
- 2月11日、渋谷nobにて有坂愛海バレンタインパーティー『結局有坂』開催[75]。
- 2月22日、渋谷BURROWライブにて披露した新曲『cloud nine』が今夏(時期未定)iPhoneアプリリズムゲーム「cloud nine」の挿入歌として採用されたことを発表。初タイアップ。その「cloud nine」のイメージキャラクター、ポンコツクマ型ロボット「CQ9ちゃん」(読み方シーキューナイン)をイラストレーターの326 氏が書下ろし。同時にLoveJamCatsのキャラクター「ラブジャムちゃん」を326 氏がデザイン。ラブジャムちゃん缶バッジとシールを物販にて販売開始[76]。
- 3月8日、渋谷MEスタジオにて有坂愛海＆結菜ペア撮影会[77]。
- 4月5日、都内にて桜撮影会ANDお花見!開催[78]。
- 4月23日、公式ブログにて4月25日リリース予定だった3rdシングル「dustsky/ミスティア」の発売延期を発表[79]。
- 4月27日、TRC東京流通センターにて「M3-2014春」GIGA CONNECTブースにて参加。2ステージライブ。ニコ生出演。
「dustsky/ミスティア」のサンプル版CDを無料配布[80]。
- 5月18日、渋谷TAKE OFF7にてLove Jam Cats主催ワンマンライブ開催。LoveJamCatsの新メンバーとして諸星璃緒奈(現、星野李奈)の加入を発表[81]。
- 5月22日、5月20日予定だった3rdシングル「dustsky/ミスティア」事実上2度目の発売延期を発表[82]。
- 6月13日、3rdシングル「dustsky/ミスティア」リリース。池袋サンシャインシティ噴水広場にてリリースイベント[83]。
- 6月17日、渋谷eggmanにて新生LoveJamCats(Vo.有坂愛海、Ba.諸星璃緒奈)始動。DEMO-CD「LoveJamMilk」無料配布[84]。
- 6月22日、上野アメ横アイドル劇場「アメ横アイドルフェスタ Vol,1」にてインストアライブ[85]。
- 7月11日、渋谷StarLounge「NIHONGI Carnival vol.1」LoveJamCats 諸星璃緒奈BD[86]。
- 8月1日、新宿西口にて新生LoveJamCats初ストリート[87]。
- 8月3日、渋谷CYCLONEにてLoveJamCats主催 有坂愛海生誕祭『生涯有坂』開催。シングルCD「永遠の舜き」数量限定でリリース[88][89]。
- 9月9日、秋葉原ディアステージ6周年イベントにディアガールOGとしてライブ出演[90]。
- 10月18日、江東区PHOTOスタジオ・サン1stにてLoveJamCats撮影会＆ランチオフ会開催[91]。
- 10月25日、LoveJamCats1stシングル「チキンヒーローモンスター」リリース。
TOKYO MX2の番組「G-Rock Party」にLoveJamCats出演。「dustsky」を歌唱するライブ映像が流れる[92]。
- 10月25日、茨城県イオンモールつくばソラステ広場にてインストアライブ。2ステージ[93]。
- 10月26日、TRC東京流通センターにて「M3-2014秋」臓物擬人化癒し系?！アイドルmo2ブースにて参加[94]。
- 10月28日、渋谷GUILTYにてLoveJamCats1stシングル「チキンヒーローモンスター」レコ発ライブ[95]。
- 11月5日、コンピレーションアルバム『ヒップ☆アタック☆パニック!! #01』（#8 dustsky/LoveJamCats）発売[96]。
- 12月7日、秋葉原777 てゃんカフェにて1日メイドお給仕[97]。

#### 2015年
- 2月5日、渋谷CLUB CRAWLにてLoveJamCats 2ndシングル「Love Jam Milk」リリース。翌6日の渋谷aubeライブを含めレコ発2Days[98]。
- 2月14日、オフィシャルブログにてLoveJamCats Ba.諸星璃緒奈の脱退を発表。最終ライブは3月29日[99]。
- 3月16日、渋谷aubeにてJAPAN EXPOコンテト『Tokyo Candoll』(ガールズバンド枠)出場。三位で予選通過[100]。
- 3月29日、横浜BAYSISにてLoveJamCats終了。活動休止、解散でもない。終了[101]。
- 4月8日、渋谷aubeにてJAPAN EXPOコンテト『Tokyo Candoll』(ガールズバンド枠)準々決勝出場。三位で通過[102]。
- 4月20日、初台DOORSにてJAPAN EXPOコンテト『Tokyo Candoll』(ガールズバンド枠)準決勝出場。敗退[103]。
- 4月25日、新宿ReNYにて「Brilliant Star☆デコレーションズVol.8 少女天使」のファッションコンテストにエントリーしキャラメルリボン賞受賞[104]。
- 4月26日、TRC東京流通センターにて「M3-2015春」花春酒造ブースにて参加。ミニライブ2ステージ[105]。
- 4月26日、下北沢CLUB251にて元JUDY AND MARY Gt.TAKUYA氏の主催ライブにOA出演。新曲「アラサーロリータ、原宿に立つ」初披露[106]。
- 6月7日、池袋ニコニコ本社イベントスペースにて「ニコつく まるなげデー」出演。ニコニコ生放送。フリーライブ[107]。
- 6月28日、赤坂Dream Machine Labにて～えみもつりばてぃ～スリーマンライブ！！開催。【有坂愛海+mo2+Liberty】[108]
- 6月30日、初台DOORS「Potention Girls」にて『チキンヒーローモンスター』MV初公開。オリジナル衣装初披露(衣装制作、ゆみっきーねーさん)[109]。
- 7月11日、モリシア津田沼、津田沼公園特設ステージにて野外フリーライブ出演[110]
- 7月19日、埼玉HEAVEN'S ROCK熊谷VJ-1にてヒップアタックパニック!!～GirlsRock Summer Circuit 2015 埼玉編～出演。初熊谷ライブ[111]
- 7月29日、新宿にてBDストリート[112]。
- 7月30日、FM下北にて渋谷P.Rの番組「Like a family」にゲスト出演。番組観覧。公開生放送】[113]
- 8月2日、渋谷GUILTYにて有坂愛海ワンマンライブ∞『アラサーロリータ、渋谷GUILTYに立つ』開催。2年ぶりのワンマンライブ[114]。
- 9月17日、四谷LotusにてVioletta×有坂愛海×IRIS MONDEスリーマンLIVE。新曲「バンドマンと付き合いたくない」初披露[115]。
- 9月27日、大阪RUIDOライブ。(27日～30日大阪遠征)[116]。
- 9月29日、大江戸温泉物語、箕面温泉スバガーデン箕面座『歌姫ライブ』2ステージ[117]。
- 9月30日、西天満LIVEHOUSE D'ライブ[118]。
- 10月13日、渋谷nobにてSHOWROOM連動ソロイベント開催[119]。
- 11月17日、六本木bar BORDERにて「シャレオツありりんワンマン！vol.1」開催[120]。
- 11月24日、雑誌「ゴシック＆ロリィタバイブル」vol.58にスナップ掲載[121]。
- 12月4日、六本木bar BORDERにて「シャレオツありりんツーマン！vol.1」開催（有坂愛海×多胡紗智）[122]。
- 12月22日、東新宿、真昼の月 夜の太陽にてIJICHI's Living Door "200回EveSpecial"『リビドアクリスマス”』出演[123]。

#### 2016年
- 1月10日、新宿ReNYにて「Brilliant Star☆デコレーションズVol.10魔法王女と魔法使い」夜の部のファッションコンテストにエントリーし審査員特別賞(和合信一王子賞)受賞[124]。
- 2月22日、六本木bar BORDERにて「シャレオツありりんツーマン！vol.2」開催（有坂愛海×元太ユキ）[125]。
- 2月24日、雑誌「ゴシック＆ロリィタバイブル」vol.59にスナップ掲載[126]。
- 3月19日、六本木bar BORDERにて「シャレオツありりんスリーマン！vol.1」開催（有坂愛海×花桐はづき×多胡紗智）[127]。
- 3月31日、渋谷GUILTYにて「チャレンジミッション①30人動員せよ!」ライブ動員40人でミッション達成[128]。
- 4月30日、六本木bar BORDERにて「シャレオツありりんワンマン！vol.2」開催[129]。
- 5月7日、六本木bar BORDERにて「シャレオツありりんツーマン！vol.3」開催（有坂愛海×享楽屋・空詩）[130]。
- 5月21日、大須BSJシアターにてモーニングフェス（無銭）、金山駅ストリート、BSJフェス。（21日～22日、名古屋遠征）[131][132]。
- 5月22日、栄ストリート。JOYSOUND金山店にて「チャレンジミッション②プチワンマンで20人動員せよ！」ライブ動員20人でミッション達成[133]。
- 6月11日、六本木bar BORDERにて「シャレオツありりんツーマン！vol.4」開催(有坂愛海×日向さおり[134]。
- 6月12日、新宿ReNYにて「Brilliant Star☆デコレーションズVol.11白雪姫と聖なる柩」観覧[135]。
- 6月29日、渋谷GUILTYにて「チャレンジミッション③40人動員で9thワンマン大決定!!」ライブ動員43人でミッション達成[136]。
- 7月23日、金山駅ストリート。岐阜県「関ヶ原歌姫合戦 SEKIGAHARA IDOL WARS 2016」下剋上ステージ(ジョイサウンドブース)出演。初岐阜県[137]。
- 7月24日、金山駅ストリート。JOYSOUND金山店プチワンマンライブ。（23日～24日、名古屋遠征）[138]。
- 8月4日、初台DOORSにて「有坂愛海生誕主催」開催[139]。
- 8月5日、Jスクエア品川にて「ウキウキイベント第三弾」(コンテスト)にエントリーし1位獲得。JOYSOUNDうたスキミュージックポストでの配信決定。
配信曲は「チキンヒーローモンスター」(PV)[140]。
- 8月10日、初台DOORSにて「バンドマンと付き合いたくない」ライブシーンのPV撮影[141]。
- 8月13日、オフィシャルブログにて『チャレンジミッション④有坂愛愛海9thワンマン150人動員せよ！』
『チャレンジミッション⑤9thワンマンまでに全盛期を取り戻せ10kg減量！』をコミット[142]。
- 8月27日、SUZURI「有坂愛海ショップ」より326デザインの有坂公式グッズ(Tシャツ、パーカー、スエット)発売開始[143]。
- 9月18日、渋谷GUILTYにて有坂愛海9thワンマンライブ「バンドマンと付き合いたくないしアラサーロリータとも受粉できない」開催。2ndアルバム「アラサーロリータ、原宿に立つ」リリース。全国ツアー決定。ツアーファイナルは2017年2月5日、渋谷GUILTYにて10thワンマンライブ[144]。
- 9月25日、三十路祭り公式CM配信スタート。初のCM出演[145]。
- 10月15日～16日、名古屋遠征。名古屋駅、金山駅ストリート[146][147]。
- 10月24日、初台DOORS、絵仁Halloween主催「Halloween Barbie -vol.4-」にて超高校級のセッション、ダンガンロンパの霧切響子としてコスプレライブ[148]。
- 11月3日、名古屋駅、金山ストリート（3日～6日、名古屋遠征）。愛知県限定シングル「家族のうた/firefly chocolate」リリース[149]。
- 11月4日、名古屋テレビ塔前、金山ストリート[150]。
- 11月5日、JOYSOUND金山店にて有坂愛海主催ありりんスリーマンin名古屋開催（昼）（有坂愛海×もえみ×高坂妃菜子+OA.双葉ゆん）
有坂愛海が全面プロデュースした双葉ゆん1stシングル「ouvertüre」リリース。レコ発ライブ[151][152]。
- 11月5日、JOYSOUND金山店にて有坂愛海 名古屋ワンマン『アラサーロリータ、名古屋に立つ』（夜）開催。名古屋で初ワンマンライブ。68人動員[153]。
- 11月6日、名古屋PRETTY BOX～＠JOYSOUND金山店～ライブ出演[154]。
- 11月15日、三十路祭り公式CM「〇〇な三十路vol.10」ロリィタな三十路。配信スタート[155]。
- 12月6日、BASEにて有坂愛海公式ネットショップ「有坂商店」開店。CD、チェキ等の通販開始[156]。
- 12月17日、YouTube番組TokyoBorderlessTV「みざりおーるの音牙紅堂」#032前編。ゲスト出演[157]。
- 12月19日、初台DOORSにて有坂愛海レコ発主催ライブ「いちご戦争第一戦線」開催。4thシングル「いちご戦争」リリース。「いちご戦争」MV公開[158]。
- 12月24日、YouTube番組TokyoBorderlessTV「みざりおーるの音牙紅堂」#032後編。ゲスト出演。

#### 2017年
- 1月11日、初台DOORSにて有坂愛海主催ライブ「いちご戦争第二戦線」開催[159]。
- 2月5日、渋谷GUILTYにて有坂愛海ワンマン直前祭り（昼）開催。5thシングル「クソリプライヤー」リリース。
- 2月5日、渋谷GUILTYにて有坂愛海10thワンマンライブ「アラサーロリータ、全国に立つツアーファイナル in TOKYO」（夜）開催[160]。
- 2月12日、オフィシャルブログにて映画(題名未定)に出演することを発表。主演で主題歌も担当。新宿K's cinemaにて4/15〜21に公開予定[161]。
- 2月14日、恵比寿天窓.switchライブにて5thシングル「クソリプライヤー」全国リリースツアー『本気なら会いに行けばいんじゃないツアー』発表[162]。
- 2月24日、雑誌「ゴシック＆ロリィタバイブル」vol.63にスナップ掲載。
- 3月11日、『本気なら会いに行けばいんじゃないツアー』スタート。名古屋今池REFLECT HALL[163]。
- 3月12日、『本気なら会いに行けばいんじゃないツアー』大阪アメリカ村CLAPPER[164]。
- 3月13日、『本気なら会いに行けばいんじゃないツアー』千葉本八幡3rd stage。主演映画の撮影ライブ。ファンがエキストラとして参加[165]。
- 3月28日、初台DOORSにて有坂愛海主催ライブ「いちご戦争第三戦線」開催。新曲「三十路ロマンチック（仮）」初披露[166]。
- 3月30日、デビュー10周年。初台DOORSライブにて7月30日渋谷GUILTYにて有坂愛海生誕11thワンマン「有坂イレブン(仮)」開催を発表。
- 3月30日、LINEライブにて7月30日の11thワンマンまでの4ヵ月間、毎日LINEライブと1日1曲、合計120曲の作詞作曲するという「チャレンジエミッション十一年目の本気」をコミット[167]。
- 4月8日、Shibuya Cross-FM 「アーティスト応援部」ゲスト出演。サテライトスタジオにて公開生放送、生ライブ。
- 4月15日、新宿K'scinemaにて初主演映画『すとらぐる』公開。(役名、日野原広子)舞台挨拶[168]。
- 4月23日、『本気なら会いに行けばいんじゃないツアー』茨城イオンモール下妻リリースイベント。2ステージ[169]。
- 4月28日、初台DOORSにて有坂愛海主催ライブ「いちご戦争第四戦線」開催。新曲「医者と合コン」「タイムマシーンもういいや」初披露。MV『クソリプライヤー』公開。
- 4月30日、TRC東京流通センターにて「M3-2017春」に出展。サークル名『アラサーロリータ有坂商店』[170]。
- 5月27日、東京立産業貿易センターにて「第12回 ARTiSM MARKET-アンダーグラウンド展示即売会-」出展[171]。
- 5月30日、初台DOORSにて有坂愛海主催ライブ「いちご戦争第五戦線」開催。
- 6月3日～4日、名古屋新栄TRIMにて「シンサカエスプリング2017」2Days出演[172]。
- 6月4日、名古屋今池3STARにて「KONSOME+2nd ONE MAN SHOW!!!」ゲスト出演[173]。
- 6月10日、『本気なら会いに行けばいんじゃないツアー』埼玉ウニクス伊奈リリースイベント。2ステージ。[174]
- 6月22日、初台DOORSにて有坂愛海主催ライブ「いちご戦争第六戦線-ロリィタの集い」開催。BABY, THE STARS SHINE BRIGHT が全出演者へ衣装レンタル。
- 7月15日、下北沢VOICE FACTORYライブにて7月30日発売予定の3rdアルバム「負けないロリィタがやらない7コト」の発売延期を発表。[175]
- 7月22日、群馬ロイヤルチェスター太田にて「HirokoTokumine2017コレクションショー」のモデルとして出演。群馬限定シングル『アリス遊戯』リリース。[176][177][178]
- 7月30日、渋谷GUILTYにて有坂愛海投げ銭ワンマンライブ(昼)「本気なら投げてみればいいじゃん？」初の投げ銭ワンマン開催。数量限定アルバム新規にわか向けベスト『Re-mix』リリース。
- 7月30日、渋谷GUILTYにて有坂愛海BD11thワンマンライブ(夜)「アリサカ☆イレブン」開催[179][180][181][182]。
- 8月20日、六本木ステリーナ教会にて「FairlyLand Mariage2017」ロリィタ服とウェディングの2着でモデル出演[183]。
- 9月2日、大阪遠征ライブ（北堀江club vijon、なんばストリート）、3日(なんばストリート)[184]。
- 9月10日、名古屋遠征ライブ(藤が丘MUSIC FARM)[185]。
- 9月22日、大阪なんばストリート
- 9月23日、大阪京橋Arcにて有坂愛海12thワンマンライブ(昼)開催。初の大阪ワンマン。3rdアルバム「負けないロリィタ服愛好家がやらない7のコト」先行リリース[186]。
- 9月23日、大阪京橋Arcにて有坂愛海、KONSOME+共同主催「ガチ魂いちご戦争～大阪の陣～」(夜)開催。昼、夜合わせて104人来場[187]。
- 9月28日、初台DOORSにて有坂愛海主催ライブ「負けないロリィタ服愛好家がやらない7のコト リリパ」開催。3rdアルバム「負けないロリィタ服愛好家がやらない7のコト」リリース[188]。
- 10月1日、負けないロリィタリリースツアー名古屋編(鶴舞DAYTRIP)。
- 10月30日、Shibuya Cross-FM 「つっぱれ！覇汝家」ゲスト出演。サテライトスタジオにて公開生放送[189]。
- 11月8日、アルバム「負けないロリィタ服愛好家がやらない7のコト」がiTunes、amazon music、レコチョク、ひかりTVミュージックアラカルトサービス、dミュージック、Google play music、mysound、moraでダウンロード配信、Spotify、apple music、dヒッツ、LINE musicでストリーミング配信開始[190]。
- 11月17日、負けないロリィタリリースツアー千葉編(松戸駅ストリート)[191]。
- 11月26日、負けないロリィタリリースツアー茨城編(古河Spider)[192]。
- 12月3日、負けないロリィタリリースツアー埼玉編(ウニクス伊奈)2ステージ[193]。
- 12月21日、初台DOORSにて有坂愛海主催ライブ「いちご戦争第十戦線」開催[194]。

#### 2018年
- 1月16日、渋谷aubeにて「2018 JAPAN EXPO ROCKS」コンテスト1stラウンド1位通過。
- 1月19日、初台DOORSにて有坂愛海主催ライブ「いちご戦争第十一戦線-ロリィタの集い2」開催。
- 2月5日、渋谷aubeにて「2018 JAPAN EXPO ROCKS」コンテスト2ndラウンド1位通過。
- 2月10日、渋谷GUILTYにて有坂愛海13thワンマンライブ(昼)「本気なら投げてみればいいじゃん？2」開催。6thシングル『アンバランス症候群』リリース。
- 2月10日、渋谷GUILTYにて有坂愛海14thワンマンライブ(夜)「初日」開催。
- 2月11日、渋谷GUILTYにて有坂愛海15thワンマンライブ「千秋楽」開催。
- 2月27日、初台DOORSにて「2018 JAPAN EXPO ROCKS」コンテスト3rdラウンド1位通過。
- 3月10日～11日、アンバランスツアー名古屋編。名古屋ストリート2Days
- 3月19日、オフィシャルブログにて4月11日に「おっきゃん追悼ライブ おっきゃんがいナイト」開催を発表。場所は初台DOORS[195][196]。
- 3月20日、ブログ「ファンを亡くした気持ち」が3万5千RT、4万2千いいねを記録しツイッターで拡散された[197]。
- 3月26日、初台DOORSにて有坂愛海主催ライブ「いちご戦争第十二戦線」開催[198]。
- 3月28日、初台DOORSにて「2018 JAPAN EXPO ROCKS」コンテスト準決勝1位通過[199]。
- 4月7日～8日、アンバランスツアー大阪編。心斎橋HOME（7日）、House 心斎橋Pangea(8日)
- 4月11日、初台DOORSにて有坂愛海主催「おっきゃん追悼ライブ おっきゃんがいナイト」開催。新たにレコーディングし直した数量限定シングル「蒼色時計2018」再リリース[200]。
- 4月22日、初台DOORSにて「2018 Japan Expo ROCKs」コンテスト優勝。フランス行決定[201]。
- 4月29日、名古屋MUSIC FARMにて有坂愛海16thワンマン 『アラサーロリータ、名古屋に立つ2』(昼)開催[202]。
- 4月29日、名古屋MUSIC FARMにて有坂愛海主催ライブ『いちご戦争第十三戦線〜名古屋の陣〜』（夜）開催。
- 5月30日、初台DOORSにて有坂愛海主催ライブ「いちご戦争第十四戦線」開催。
- 6月20日、初台DOORSにて有坂愛海主催ライブ「いちご戦争第十五戦線」開催。
- 7月7日、フランスにて行われたJapan Expo2018(7/5～/8) JAPAN EXPO ROCKs優勝者としてライブ出演(KARASUステージ)。初の海外遠征ライブ。新曲「KAMIKAZE Girls in Paris」披露。
- 7月29日、千葉県鴨川市前原海岸特設ステージにて野外フリーライブ出演。
- 8月11日、さいたま市民文化センター 大ホールにて『桜姫と魔法の本』～ミュージカルで綴る～Hiroko Tokumine Grand Collection Show 2018にショーモデルとミュージカルに出演。
- 8月18日、宮城県 仙台BARTAKEにて遠征ライブ。初仙台ライブ。
- 8月19日、北海道 札幌XENONにて遠征ライブ。初北海道ライブ。
- 8月30日、御茶ノ水KAKADOにて行われた西日本豪雨チャリティライヴ「for you」に出演。
- 9月1日～2日、名古屋遠征ライブ。Fairy-tales Nagoya、2日名古屋QUATTRO(昼)、大須dt.BLD（夜）。
- 9月11日、シングル「蒼色時計2018」（再録）がiTunes、Apple Music、LINE MUSIC、amazon music、Google play等でダウンロード配信開始。
- 9月16日、原宿ベルエポック美容専門学校ホールにて行われた「レクレドールコレクション」にfavorite、プラスリングのモデル及びライブに出演[203]。
- 9月22日、名古屋 藤が丘MUSIC FARMにて遠征ライブ[204]。
- 9月23日、大阪 京橋Arcにて遠征ライブ[205]。
- 9月26日、初台DOORSにて有坂愛海主催ライブ「いちご戦争第十六戦線」開催。
- 10月18日～21日、大阪遠征ライブ。18日（江坂MUSE）19日(ストリート)20日(尼崎Scope 「いちご戦争関西大作戦台風21号災害チャリティイベント」)21日(心斎橋Pangea)。
- 10月24日、初台DOORSにて有坂愛海主催ライブ「いちご戦争第十八戦線」開催。
- 11月2日～4日、遠征ライブ。2日(大阪RUIDO)、3日（名古屋RAD SEVEN）、4日(京都TRUST)。初京都ライブ。
- 11月10日、池袋サンシャインシティALTA-Favoriteにて一日店長。
- 11月23日、大阪中央南口、なんば駅ストリート。
- 11月24日、兵庫県尼崎Scopeにて有坂愛海17thワンマン～大阪～『TAKOYAKiller』開催。初兵庫県ライブ
- 11月25日、名古屋藤が丘MUSIC FARM出演。
- 12月12日、初台DOORSにて有坂愛海主催ライブ「いちご戦争第十九戦線」開催。
- 12月19日、名古屋鶴舞DAYTRIPにて遠征ライブ。
- 12月22日、名古屋金山駅にてストリートライブ。
- 12月23日、名古屋藤が丘MUSIC FARM にて有坂愛海18thワンマン～名古屋～「TEBASAKiller」開催。
- 12月23日、名古屋藤が丘MUSIC FARM にて有坂愛海主催「いちご戦争第二十戦線～名古屋の陣2～」主催。
- 12月30日、東京ビッグサイトにてコミックマーケット95にサークル参加。

#### 2019年
- 1月19日、岡山Live stage Arc にて昼夜遠征ライブ。初岡山。
- 1月20日、高松MONSTAR cafe にて昼夜遠征ライブ。初高松。
- 1月23日、初台DOORSにて有坂愛海主催ライブ「いちご戦争第二十一戦線」開催。
- 1月25日、初台DOORSにてKONSOME+もえみがインフルエンザの為、代打出演。
- 1月31日、西永福JAMにて絵仁がインフルエンザの為、代打出演[206]。
- 2月2日、ジャルダン・ド・ルセーヌ原宿にて「KERA×『着たい服がある』第1巻発売記念Tea Party」のMCとして出演[207]。
- 2月13日、初台DOORSにて有坂愛海主催ライブ「いちご戦争第二十二戦線」開催。
- 2月22日～2月24日、フランス遠征。マルセイユで行われたJapan Expo Sud2019 にてライブ出演。
- 2月25日、フランス パリKawaii Cafeにて「Emi ARISAKA Concert in Paris」開催。初の海外ワンマンライブ。
- 3月10日、原宿ベルエポック美容専門学校にて行われた「Les Clefs d'or Collection★2019SS」にショーモデル及びライブ出演。自身のファッションブランド「StrawberryWarS」初出展。
- 3月16日、初台DOORS(昼)にてStrawberryWarS主催女子限定ワンマン『KAMIKAZE Girls Vol.1』開催。
- 3月16日、初台DOORS(夜)にて有坂愛海20thワンマン『YAIVA WARZ』開催。
- 4月11日、渋谷Pleasureにて「追悼ライブおっきゃんがいナイト2」開催。
- 4月21日、神奈川グルメフェスタin厚木2019出演
- 4月24日、初台DOORSにて有坂愛海主催ライブ「いちご戦争第二十三戦線」開催。
- 4月28日、初台DOORS、絵仁主催ライブ出演。
- 5月4日、宇都宮ご当地萌えキャラまつり出演。
- 5月5日、宇都宮ロワイヤル1日店長イベント出演。
- 5月11日、大阪千日前STARBOXにて遠征ライブ。
- 5月23日、吉祥寺CLUB SEATA「第17回しんえん」にてパフォーマンスユニット有坂愛海with蒼喬 初披露。
- 5月25日、下北沢Timbreにてバンドスコア発売イベント開催。
- 5月26日、名古屋MUSICFARMにて有坂愛海主催ライブ「いちご戦争第二十四戦線」(昼)、「いちご戦争第二十五戦線」(夜)開催。
- 6月1日、岡山LIVE stage Arkにて遠征ライブ。
- 6月2日、兵庫県 尼崎Scopeにて有坂愛海主催ライブ「いちご戦争第二十六戦線〜関西の陣〜」(昼)、「第19回しんえん」(夜)出演。
- 6月9日、滋賀県 アクア21にて「イタニャンコpresent'sうたのひろばin滋賀vol.9」出演。初滋賀遠征。
- 6月12日、初台DOORSにて有坂愛海主催ライブ「いちご戦争第二十七戦線」開催。
- 7月28日、初台DOORS(昼)にてStrawberryWarS主催女子限定ワンマン『KAMIKAZE Girls Vol.2』開催。4thアルバム「The Best of Aririnng」リリース。
- 7月28日、初台DOORS(夜)にて有坂愛海22ndワンマン『The Best of Aririnng』開催。
- 7月29日、初台DOORSにて有坂愛海生誕主催ライブ「いちご戦争第二十八戦線」開催。
- 8月12日、東京ビッグサイトにてコミックマーケット96にサークル参加。
- 8月22日、初台DOORSにて有坂愛海、手塚美幸共催ライブ「いちご戦争第二十九戦線～死中求活～」開催。
- 9月22日、原宿ベルエポック美容専門学校にて行われた「Les Clefs d'or Collection★2019AW」にショーモデル及びライブ出演。「StrawberryWarS」出展。
- 9月28日、名古屋 今池GROWにて「ガールズストライク2019」出演。
- 9月29日、大阪KANDYLIONに「ENDLESS TEARS」出演
- 10月7日、初台DOORSにて有坂愛海主催ライブ「いちご戦争第三十戦線」開催。
- 10月22日、名古屋MUSICFARMにて有坂愛海主催ライブ「いちご戦争第三十一戦線」(昼)、「いちご戦争第三十二戦線」(夜)開催。
- 10月26日、ホテルスプリングス幕張にて「HirokoTokumine ウェディングコレクションショー」出演。
- 10月27日、東京流通センター(TRC)音系メディアミックス同人即売会「M3」出店。
- 11月13日、初台DOORSにて有坂愛海主催ライブ「いちご戦争第三十三戦線」開催。
- 12月12日、初台DOORSにて有坂愛海主催ライブ「いちご戦争第三十四戦線」開催。数量限定シングル「1201 piano arr.」リリース
- 12月31日、東京ビッグサイトにてコミックマーケット97にサークル参加。

#### 2020年
- 2月6日、初台DOORSにて有坂愛海主催ライブ「いちご戦争第三十五戦線」開催。

#### 2021年
- 2月9日、新曲「新しい音楽様式」配信開始[208]。
- 4月11日、下北沢VOICE FACTORYにてアコースティックワンマン「おっきゃんがいナイト4」開催。
- 11月7日、大塚welcome backにて有坂愛海ワンマンライブ「Ariring is Justice」開催。

#### 2022年
- 1月9日、大塚welcome backにて有坂愛海ワンマンライブ「Ariring is Justice #2」開催。
- 2月27日、大塚welcome backにて有坂愛海ワンマンライブ「Ariring is Justice #3」開催。
- 4月3日、大塚welcome backにて有坂愛海ワンマンライブ「Ariring is Justice #4」開催。

## ディスコグラフィ

### シングル
| 枚  | 発売日         | タイトル                            | 品番・備考                                |
| --- | -------------- | ----------------------------------- | ----------------------------------------- |
| *   | 2007年4月21日  | 『Sunlight Oranges/夏花火の思い出』 |                                           |
| *   | 2007年8月31日  | 『プチ☆プリンセス/sleep tight』     |                                           |
| *   | 2007年12月15日 | 『かくれんぼ/スターダスト・バニー』 |                                           |
| *   | 2008年7月27日  | 『Liar's rock/Hello,Fineday!!』     |                                           |
| 1st | 2009年7月25日  | 『ベイビーラブ』                    | YKLI-0008                                 |
| 2nd | 2011年9月9日   | 『蒼色時計』                        | AYFF-0012                                 |
| *   | 2013年7月4日   | 『散歩道の途中で』                  |                                           |
| 3rd | 2014年6月13日  | 『dustsky/ミスティア』              | GCAM-0001                                 |
| *   | 2014年8月3日   | 『永遠の舜き』                      | 数量限定                                  |
| *   | 2015年8月2日   | 『DIVA』                            | ライブ会場限定                            |
| *   | 2016年11月5日  | 『家族のうた/firefly chocolate』    | 愛知限定シングル                          |
| 4th | 2016年12月19日 | 『いちご戦争』                      | LJS-0002(2ndアルバムからのシングルカット) |
| 5th | 2017年2月5日   | 『クソリプライヤー』                | LJS-0003                                  |
| *   | 2017年7月22日  | 『アリス遊戯』                      | 群馬限定シングル                          |
| 6th | 2018年2月10日  | 『アンバランス症候群』              | LJS-0005                                  |
| *   | 2018年4月11日  | 『蒼色時計2018』(再録)              | 数量限定シングル                          |
| *   | 2018年7月5日   | 『Montre bleue』(蒼色時計)          | フランスJapan Expo2018ライブ限定シングル  |
| 7th | 2019年3月16日  | 『KAWAII IS NEVER DIE』             | LJS-0006                                  |
| *   | 2019年12月12日 | 『1201 Piano srr.』                 | 数量限定シングル                          |
| 8th | 2021年2月6日   | 『新しい音楽様式』                  | 配信限定シングル                          |

### アルバム
| 枚  | 発売日         | タイトル                                      | 品番・備考                                        |
| --- | -------------- | --------------------------------------------- | ------------------------------------------------- |
| 1st | 2008年12月21日 | 『E-mix』                                     | YKLI-0005                                         |
| 2nd | 2016年9月18日  | 『アラサーロリータ、原宿に立つ』              | LJS-0001                                          |
| *   | 2017年7月30日  | 『Re-mix』(新規向けにわかベスト)              | 数量限定アルバム                                  |
| 3rd | 2017年9月28日  | 『負けないロリィタ服愛好家がやらない7のコト』 | LJS-0004                                          |
| *   | 2019年2月22日  | 『le milleur de EMI』                         | フランスマルセイユJapan Expo Sud2019 限定アルバム |
| 4th | 2019年7月28日  | 『The Best of Aririnng』                      | LJS-0007                                          |

### オムニバス参加作品
| 発売日        | タイトル                           | 参加楽曲                     | 品番      |
| ------------- | ---------------------------------- | ---------------------------- | --------- |
| 2009年9月30日 | 『Nextreasure'09』                 | (#2)『アゲハ蝶』             | NXCD-1083 |
| 2014年11月5日 | 『ヒップ☆アタック☆パニック!! #01』 | (#8)『dustsky』(LoveJamCats) | WFM-001   |

### ユニット作品
| 枚  | 発売日         | タイトル                                  | ユニット名  | 品番 |
| --- | -------------- | ----------------------------------------- | ----------- | ---- |
|     | *              | 『ほしくず涙』                            | 姫Lv.2      |      |
|     | *              | 『ながれ星』                              | 姫Lv.2      |      |
| 1st | 2014年10月25日 | 『チキンヒーローモンスター/青いチェリー』 | LoveJamCats |      |
| 2nd | 2015年2月5日   | 『Love Jam Milk/hurtred』                 | LoveJamCats |      |

### 映像作品
| 発売日         | タイトル                                                         | 内容                | 品番・備考       |
| -------------- | ---------------------------------------------------------------- | ------------------- | ---------------- |
| 2009年12月     | 3rdワンマンライブ 『Endless Miracie Island 』                    | ライブ              | 自主制作         |
| 2010年1月      | 4thワンマンライブ 『E.M.I.4』                                    | ライブ              | 自主制作         |
| 2010年7月25日  | 『アゲハ蝶』                                                     | MV                  | 自主制作         |
| 2010年11月24日 | 5thワンマンライブ『Eternal Miracle,I hope』                      | ライブ              | 自主制作         |
| 2011年1月5日   | うさぎのなみ平☓有坂愛海ツーマンライブ『SmileWave』               | ライブ              | 自主制作         |
| 2011年6月      | ARISAKAKADOアコースティックワンマンライブVol.1『Ms.tear』        | ライブ              | 自主制作         |
| 2013年6月2日   | 有坂愛海withサムライナデシコ ワンマンライブ7『虹色～ナナイロ～』 | ライブ              | 自主制作         |
| 2014年10月     | 『G-ROOK PARTY×ヒップ☆アタック☆パニック!! #01』LoveJamCats       | TOKYO MX2収録ライブ | DVD+フォトブック |
| 2015年8月2日   | 『チキンヒーローモンスター』                                     | MV                  | 自主制作         |

### タイアップ
| 楽曲名         | 収録CD                           | タイアップ作品名          |
| -------------- | -------------------------------- | ------------------------- |
| 『いちご戦争』 | 『アラサーロリータ、原宿に立つ』 | 映画『すとらぐる』劇中歌  |
| 『絶対座標』   | 『クソリプライヤー』             | 映画『すとらぐる』 劇中歌 |

### 楽曲提供
| 発売日         | アーティスト                                         | 作品                                   | type                       | song write |
| -------------- | ---------------------------------------------------- | -------------------------------------- | -------------------------- | ---------- |
| 2012年11月29日 | 夜風月奈(月奈)                                       | 『月ノ花-LunaNoir-』                   | シングル                   | 作曲       |
| 2014年5月11日  | 花桐はづき                                           | 『紫陽花の涙』                         | シングル「メッセージ」収録 | 作曲       |
| 2015年5月9日   | 花桐はづき                                           | 『片思いイヤフォン』                   | シングル「リナリア」収録   | 作曲       |
| 2015年5月      | 花桐はづき                                           | 『Dear mama』                          | シングル                   | 作曲       |
| 2015年8月15日  | I to ANGELS(胃袋みのり CV.湯浅恵里奈➕mo2エンジェル) | 『mo2とミたされ隊』                    | アルバム「七夕mo2り」収録  | 作詞作曲   |
| 2016年11月5日  | 双葉ゆん                                             | 『ouvertüre/アリス遊戯』               | シングル                   | 作詞作曲   |
| 2017年4月28日  | 双葉ゆん                                             | 『ジレンマ道化師』                     | DEMO CD vo.1収録           | 作詞作曲   |
| 2018年12月9日  | まゆろん                                             | 『乙女の魔法♡ふわろん/七色夢色ろーど』 | ミュージックフォトブック   | 作詞作曲   |

## 人物・エピソード
- 保坂愛海として初ライブは2006年8月27日、東京千代田区宮地楽器神田店2階ZIPPAL HALL[209]
- バンド遍歴：Trust → ピノコによろしく☆ → 姫Lv.2 →ペンギン日和→ Love Jam Cats[210]
- 有坂愛海の由来は「どんなに坂が有っても登っても下っても転んでも、頑張って走って愛の海にたどり着けますように。」「上がったり下がったりする人生でも、誰からも愛される海のようなでかいアーティストになれますように。」との思いから。また、有坂の一文字は尊敬する人から一字もらったもの。[211]
- 有坂愛海を応援するファンの総称は『オレンジマン』と『オレギャ』。女性ファンが多いのが特徴。有坂自身はオレンジ色は好きではない。[212]
- 好きな食べ物1：チャーハン、オムライス、お寿司、納豆巻き、生姜焼き、ハンバーグ、春巻き、ミートパイ、アボカド、カキフライ、唐揚げ、チキン南蛮、とろろ
- 好きな食べ物2：チョコ、コーラ、ショートケーキ、チョコレートケーキ、桃のタルト、苺のタルト、[213]
- 好きになれない食べ物：お茶漬け、うどん、ラーメン、おかゆ、枝豆、銀杏、海老、マンゴー
- 好きな色：赤、金、白、紺
- 2008年8月、1stワンマンの会場は当時対バンライブで平均集客10人以下であったにもかかわらず事務所に無断で新宿RUIDO K4を押さえた。集客は無理と言われたがライブ当日、見事目標の100人来場達成。[214]
- アラサーロリータシンガーソングライターのキャッチコピーの通り、ロリータファッションをこよなく愛している。活動を続けるなかで徐々にライブ衣装やプライベートで着用し始め本格的になっていったが、歌手活動以前から憧れはあった。ワンマンライブ等でのファンからのスタンドフラワーの代わりにロリータ服を要求するほどであり、代表曲の一つとも言うべき「アラサーロリータ原宿に立つ」の歌詞には、実在のロリータ服ブランドAngelic Prettyのオリジナルプリント名、Melty Berry Princessが入っている。ブランドに関わらず所持、収集しているが、色は赤、装飾では編み上げや梯子レース、ナポレオンボタンを比較的好む。
- 活動以前に自身が精神的に救われた経験などから、326の大ファンであり、信仰に近いとさえしている。書籍やグッズの収集の他、行けるイベントには積極的に足を運んでおり、母子向けのイベントにも単身参加するほどである。熱心なファン活動の結果、LoveJamCats活動中にはイメージキャラクター「ラブジャムちゃん」を書き下ろしてもらっている他、2016年には念願叶い、「グロスカルリボン」というデザインでコラボレーションした自身のアパレルグッズ(Tシャツ、スウェット、パーカー)を発売。今までにないカラー展開や高いデザイン性から好評を博した。また、デザイン説明の326のコメントでは有坂を「アーティスト仲間」としている。
- 大学附属の高校に入学したが、音楽活動に専念していたため、大学への推薦が受けられず、一般入試で受験し大学進学。
- 2007年のデビューから1度の活動休止もなく（声帯結節の手術後の1ヶ月間休養を除く）アーティスト活動を続けている中で唯一体調不良でライブ直前に出演をキャンセルしたのが2010年1月31日の高田馬場mono。[215]
- 2013年8月20日、転倒し6針縫う怪我[216]。
- 9月5日はみーにゃん(猫)の命日。2ndシングル『蒼色時計』は亡くなったみーにゃんのために作った歌。POPな曲調とは相反する悲しい歌詞が特徴。[217]
- 4thシングル「いちご戦争」は同名曲のバーションを変えた7曲入り。アルバム「アラサーロリータ、原宿に立つ」からのシングルカット。#5「いちご戦争 混声四部合唱」にはもえみ(KONSOME+)、元太ユキ、岡田ピロー、馬場雄輔、道端担が参加。シングル名義での発売だが7曲入りとなっている。
- ケーキ、タルト好きだがグルテン過敏症なので食べる時は決死の覚悟で食べる
- 亡くなったファンへの想いとその追悼ライブがSNSで拡散され大きな話題となり一時期「追悼の人」「おくりびと」と呼ばれる
- お花見ファンミでつくるお弁当はいつもひとつ多く作る。理由は亡くなったファン(おっきゃん)の分。
- 2019年9月1日、SNSにて結婚発表[218]。
- ブログにて2020年3月8日初台DOORS以降のライブ活動をしばらく休止することを発表[219]。

## 出演

### 映画
- 「すとらぐる」（2017年4月15日公開、小野瞳監督） - 主演

### Web・ネット番組
- 「有坂愛海×絵仁の みに★ロリータTV 」(2013年10月1日-2015年4月28日)

### showcase・MC
- 「HirokoTokumine2017コレクションショー」(2017年7月22日-群馬ロイヤルチェスター太田)
- 「FairlyLand Mariage2017」(2017年8月20日-六本木ステリーナ教会)
- 「Lolita Closet Cafe produced by tulle×AokiMisako」(4月13日-原宿AREA-Q )
- 「青木美沙子聖誕祭2018」(2018年6月3日-表参道bamboo)
- 「Hiroko Tokumine Grand Collection Show 2018」(2018年8月11日-さいたま市民文化センター大ホール)
- 「Les Clefs d'or Collection★2018AW」（2018年9月16日-原宿ベルエポック美容専門学校ホール）
- 「KERA×『着たい服がある』第1巻発売記念Tea Party」（2019年2月2日-原宿ジャルダン・ド・ルセーヌ）
- 「Les Clefs d'or Collection★2019SS」（2019年3月10日-原宿ベルエポック美容専門学校ホール）
- 「Les Clefs d'or Collection★2019AW」（2019年9月22日-原宿ベルエポック美容専門学校ホール）

## 交友関係
- 上野まな - シンガーソングライター
- 松岡里果 - シンガーソングライター
- 伊藤さくら - シンガーソングライター
- Rizumu - シンガーソングライター
- 絵仁 - シンガーソングライター
- 成瀬瑛美 - タレント、アイドル(でんぱ組.inc)
- 夢眠ねむ - タレント、アイドル(でんぱ組.inc)
- 古川未鈴 - タレント、アイドル(でんぱ組.inc)
- 三上ナミ - 歌手
- 黒崎真音 - 歌手
- もえみ(KONSOME+) - シンガーソングライター
- NRK the hedgehog - コスプレイヤー
- 深澤翠 - ロリィタモデル
- 青木美沙子 - ロリィタモデル

### 共同作業者
- ちゃーりー - 撮影、フォトグラファー
- ゆみっきーねーさん - 衣装制作、ライブスタッフ
- 月野舞 - 衣装制作、フォトグラファー、ヘアメイク、ライブスタッフ
- 享楽屋・空詩 - 映像、撮影、編集
- ななぱい - デザイン
- ももあみ(MillBelle) - りぼん活動家&ハンドメイドアクセサリー
- 憂世(地下服屋(仮) - ハンドメイドアクセサリー
- オチアイトモミ - イラストレーター

### バンドライブサポートメンバー
- 岡田ピロー - ギター、ベース(楽曲制作に於いて編曲を担当)
- 馬場雄輔 - ベース
- 徳山大輔 - ドラム

- カズマタケイ - ドラム
- 高橋ブラック誠 - ギター
- ゆーやん - ドラム、カホン、パーカッション(元LoveJamCats)
- 星野李奈 - ベース(元LoveJamCats)
- 三田結菜 - ドラム
- 夏海ルイ - ベース
- 綾崎ハルカ - ドラム
- 道端担 - ドラム
- 鳥居祐美 - キーボード
- Satoru - ギター
- 道上いづみ - ベース
- 大貫りょうこ - ベース
- 古川夏希 - ギター
- エリー - キーボード
- RIN - ドラム
- 古賀弘史 - キーボード
- 長堀隼也 ギター